# Cantone di Beaucourt
Il Cantone di Beaucourt era una divisione amministrativa dell'arrondissement di Belfort.
È stato soppresso a seguito della riforma complessiva dei cantoni del 2014, che è entrata in vigore con le elezioni dipartimentali del 2015.
Comprendeva i comuni di:
- Beaucourt
- Croix
- Fêche-l'Église
- Montbouton
- Saint-Dizier-l'Évêque
- Villars-le-Sec